# Blåsjöfjäll

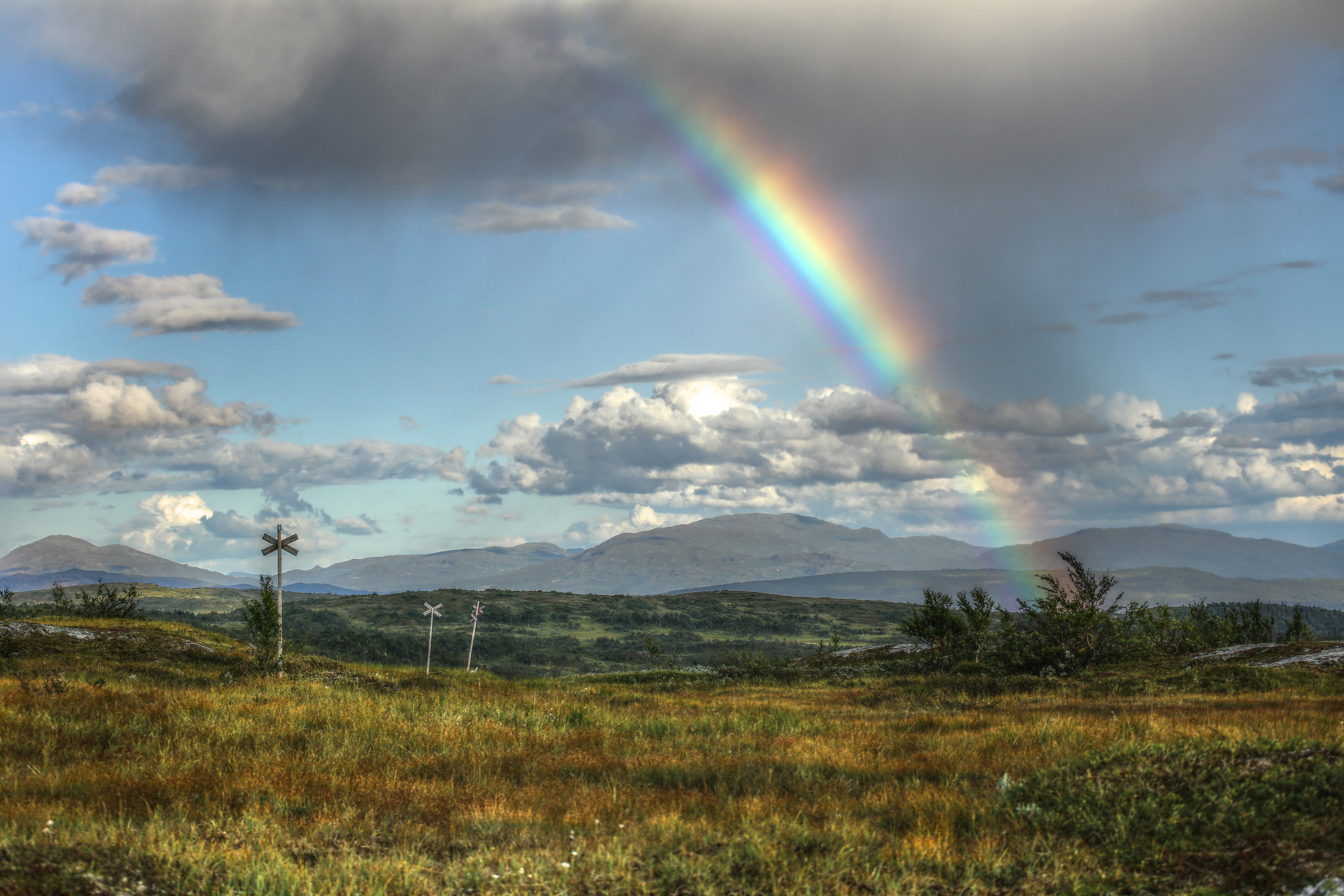
Regnbåge på Brattlidfjället.

Blåsjöfjäll är ett naturreservat i Strömsunds kommun i Jämtlands län.
Området är naturskyddat sedan 2002 och är 3 715 hektar stort. Reservatet omfattar ett fjällområde vid riksgränsen och omfattar kalfjäll, fjällbjörkskog, granskog och sumpskog. Högsta punkten är Brakkfjället, 1032 meter över havet. 